# Pilea trichomanophylla
Pilea trichomanophylla es una especie de planta del género Pilea, perteneciente a la familia Urticaceae.

## Taxonomía
Pilea trichomanophylla fue descrita por A. K. Monro en 2000.

## Distribución
Se encuentra en el territorio de Panamá.